# كاي هاموند (ممثلة)
كاي هاموند (بالإنجليزية: Kay Hammond)‏ هي ممثلة أمريكية، ولدت في 14 ديسمبر 1901 في الولايات المتحدة، وتوفيت في 1982 بلوس أنجلوس في الولايات المتحدة.

## وصلات خارجية
- كاي هاموند على موقع IMDb (الإنجليزية)